# Piper rosei
Piper rosei là một loài thực vật có hoa trong họ Hồ tiêu. Loài này được C. DC. miêu tả khoa học lần đầu tiên vào năm 1920.